# Lothar Kempter (Komponist)

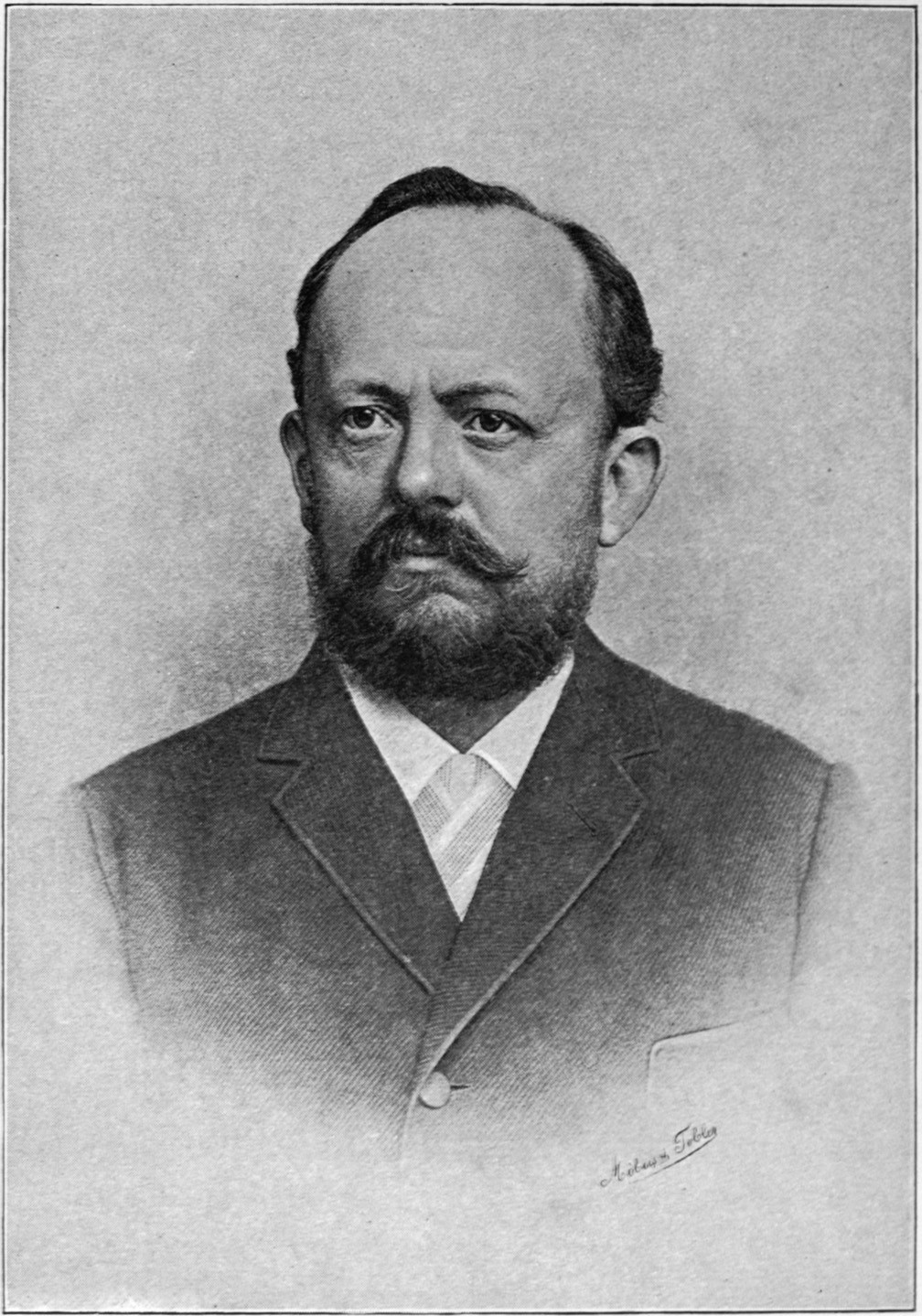
Lothar Kempter

Lothar Kempter (* 5. Februar 1844 in Lauingen (Donau); † 14. Juli 1918 in Vitznau) war ein deutsch-schweizerischer Komponist und Dirigent.

## Leben
Lothar Kempters Vater war der Lauinger Kirchenmusiker und Seminarmusiklehrer Friedrich Kempter. Auf dessen Wunsch begann er ein Studium der Jurisprudenz an der Universität München. 1868 – nachdem der Vater verstorben war – wandte er sich der Musik zu. An der Königlich Bayerischen Musikschule in München studierte er bei Hans von Bülow Ensemble, Josef Rheinberger Komposition, Franz Wüllner Chorgesang und Karl Baermann Klavier. Während seines Studiums wurde er Mitglied des AGV München im Sondershäuser Verband.

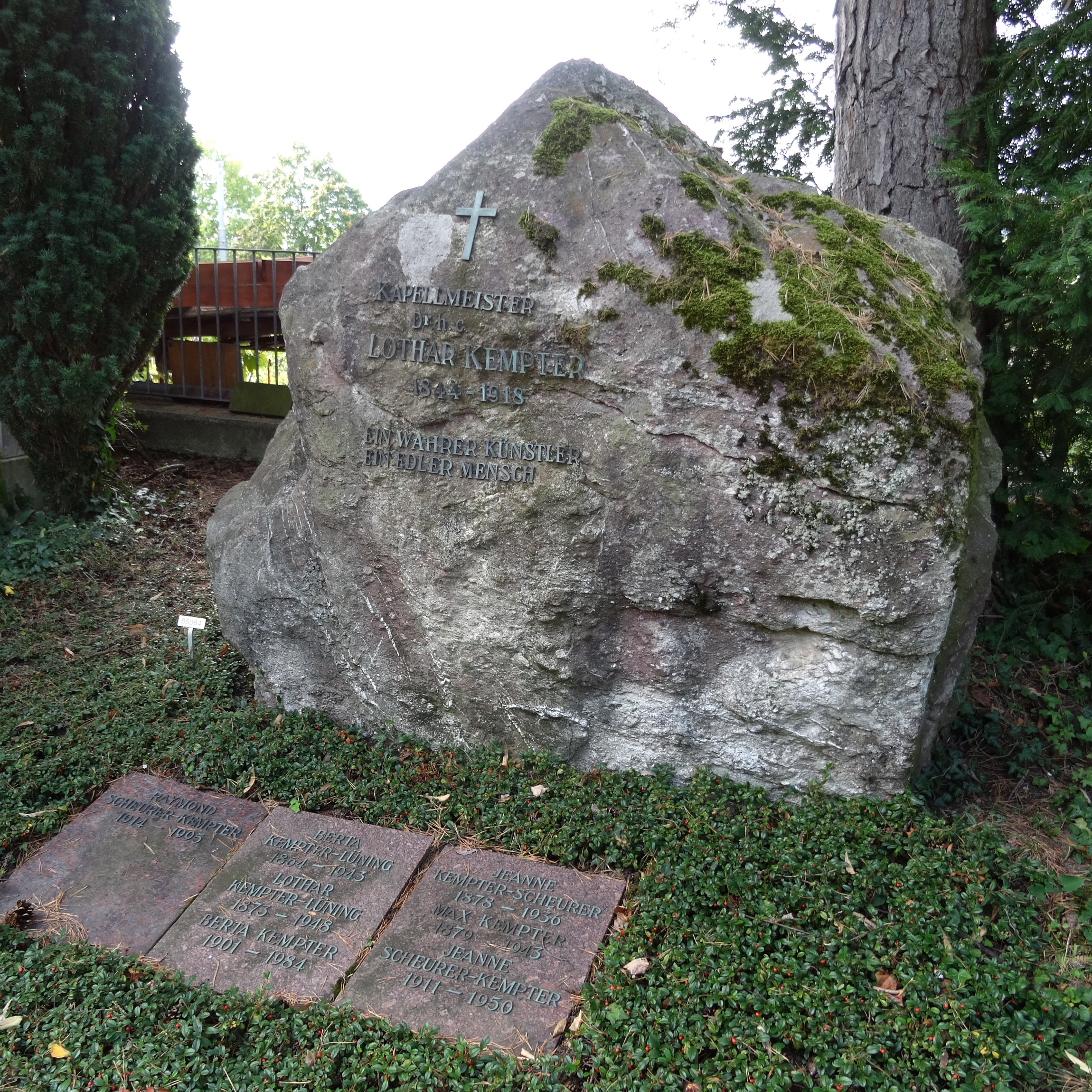
Grab, Friedhof Rehalp, Zürich.

1871 zog er nach Magdeburg um und wurde dort zweiter Kapellmeister des Orchesters am Magdeburger Stadttheater. Im selben Jahr heiratete er die Sängerin Caroline Leonoff. Danach sammelte er weitere drei Jahre Orchestererfahrung am Straßburger Theater. 1875 wurde er vom Aktientheater in Zürich als Kapellmeister engagiert. 1879 wurde er Leiter der Tonhallekonzerte. 1886 übernahm er für fast dreissig Jahre das Amt des Lehrers für Theorie und Komposition an der Zürcher Musikschule. Zu seinen Schülern gehörten unter anderem die späteren Komponisten Othmar Schoeck und Fritz Stüssi. 1892 erhielt er das Zürcher Bürgerrecht. 1911 wurde ihm die Ehrendoktorwürde der Universität Zürich verliehen. Von 1875 bis 1915 dirigierte er das Opernorchester und leistete damit einen grossen Beitrag an die Entfaltung des Musiklebens in Zürich, insbesondere die Verbreitung und Etablierung der Musikdramen von Richard Wagner. Sein Œuvre umfasst Bühnenwerke, Festspiele, Lieder, Männerchöre, Kantaten und einige Instrumentalwerke. 
Lothar Kempter war der Vater des Musiktheorielehrers, Dirigenten und Komponisten Friedrich Alexander Lothar Kempter (1873–1948) sowie der Grossvater des Schriftstellers Lothar Kempter.
Lothar Kempter fand seine letzte Ruhestätte auf dem Zürcher Friedhof Rehalp.

## Werke

### Werke für Blasorchester
- 1905: Fanfaren zum «Sempacherlied»
- 1906: Festouvertüre
- 1906: Praeludium für Blasorchester – Prélude pour orchestre d’Harmonie
- 1906: Menuett
- 1906: Volkslied
- 1909: Festhymne – Hymne de fête
- 1909: Vor der Schlacht
- 1909: Renaissance-Gavotte
- 1909: Abendstimmung
- Deutscher Gruss, Festmarsch zum VI. Allgemeinen Deutschen Journalisten- und Schriftstellertag in Zürich

### Bühnenwerke und Festspielmusiken
- 1870: Die Flagellantin Oper
- 1876: Die Murtenschlacht Festkantate zur 400-jährigen Jubelfeier der Schlacht bei Murten – Text: Jakob Arnold von Salis
- 1889: Fanfaren für 3 Trompeten zu dem Wagner-Cyclus in Zürich im April 1889
- 1891: Festspiel 1891
- 1893: Dornröschen, lyrisches Spiel von Ricarda Huch, für Soli, Chor und Klavier oder Orchester
- 1895: Rellechor für Frauenstimmen – aus dem Festspiel für das eidgenössische Schützenfest in Winterthur – Text: Leonhard Steiner
- 1896: Das Fest der Jugend, ein dramatisches Idyll von Hermann Stegemann
- 1900: Festspiel gelegentlich des 50jährigen Jubiläums des Studentengesangvereins Zürich, Text: A. Zimmermann
- 1900: Die Sansculottes, Oper in 3 Akten, Text: Hans Hochfeldt
- 1902: Wilhelm Tell, Bühnenmusik zu Friedrich von Schillers Drama
- 1903: Festspiel zum Eidgenössischen Turnfest in Zürich
- 1905: Die Schlacht bei Sempach 1386, Darstellung in lebenden Bildern; Text zusammengestellt von A. Müllhaupt
- 1905: Nach tausend und einhundert Jahren ein Reigenspiel für das Eidgenössische Sängerfest in Zürich
- 1907: Schweizer Bundeshymne für das Eidgenössische Schützenfest Zürich 1907, Kantate für Männerchor, Soli und Orchester. Text von Josef Victor Widmann
  1. Barmherzige Brüder (Gesang der Mönche): «Rasch tritt der Tod den Menschen zu» für Chor
  2. Musik zum Schluss der Rütliszene für Orchester
  3. Hochzeitsmusik (Hohle Gasse) für Bläser
- Das Wunder, Legendenspiel von Richard Voß
- Agnes Bernauer, Musik zu Friedrich Hebbels oder Arnold Otts Drama
- Musik zu Goethe’s «Faust»
  1. Instrumentalstück «Sehr langsam»
  2. Faust, Kirchenszene, Geisterchor
  3. Christ ist erstanden; Dies irae
- Hannele, Musik zu Gerhart Hauptmanns Drama
- Musik zum Lustspiele «Die Journalisten»
  1. Marsch und Polonaise
  2. Wir feiern heut mit Sang und Wort
- Julius Caesar, Bühnenmusik zum 5. Akt des Dramas von William Shakespeare für Bläser und Schlagzeug
- Die Jungfrau von Orléans, Bühnenmusik zu Friedrich von Schillers Drama
  1. Krönungsmarsch (4. Akt, Auftritt 6); zusammen mit: Schlussmusik (5. Akt, 14. Szene) für Orchester
  2. Entreact für Orchester
  3. Te Deum für gemischten Chor und Harmonium
- Karl der Kühne, Bühnenmusik zu Karl der Kühne und die Eidgenossen von Arnold Ott
  1. Siegesgesang: Die Not zu End für Chor
  2. Volkslied: Im Schwizerländli isch es schön! für Chor
  3. Media vita in morte sumus: «In singenden Lebens Mitten» für Chor
- Viel Lärm um nichts, Bühnenmusik zu William Shakespeares Drama
  1. Instrumentalstück für 2 Klarinetten, Fagott, dazu Tambourin und Triangel
  2. Frauenchor Requiem aeternam dona ei
  3. Wie die Blum wird gebrochen (4. Akt) für Frauenchor
- Der Traum, ein Leben, Musik zu Franz Grillparzers Drama
- Timon von Athen, Ballettmusik zu William Shakespeares Drama, für Bläser, Harfe und Triangel

### Chormusik
- 1896: Schmiedelied opus 16a – für Männerchor und Orchester oder Klavier – Text: Leonhard Steiner
- 1897: Vier Gesänge für vierstimmigen Männerchor opus 23
  1. Es türmen sich berghoch die Wogen – Text: Alexei G. Tolstoi
  2. Die Amsel sang – Text: Ernst Lenbach
  3. Lerche und Nachtigall – Text: Ernst Schulze
  4. Herr Olaf – Text: Gustav Kastropp, aus "König Elfs Liedern"
- 1897: «S’ Blüemli» Schweizerisches Volkslied im japanischen Gewande, für gemischten Chor und Klavier
- 1906: Der Tod des Sardanapal, opus 47, für Männerchor, Baritonsolo und Orchester – Text: Maurice Reinhold von Stern

### Kammermusik
- 1906: Hochzeitsklänge opus 39, Suite für Flöte und Klavier
  1. Hochzeitsmorgen
  2. Hochzeitsmarsch
  3. Bei der Trauung
  4. Fest-Polonaise
  5. Ein Tänzchen
  6. Glück auf den Weg
- Fantaisie pastorale pour flûte avec piano opus 71

### Schriften
- 1869: Studien in der Harmonie- und Kontrapunkt-Lehre

## Ehrungen
- In Zürich-Hottingen ist die Kempterstrasse nach ihm benannt.[3]